# Mukat Behari Raizada
Mukat Behari Raizada ( * 1907 - 2007) fue un botánico y pteridólogo indio. Sus especímenes se conservan en el "Instituto de Investigación Forestal", del "Indian Council of Forestry research.

## Algunas publicaciones

### Libros
- 1976. Correction and Nomenclature Changes to the Forest Flora of the Bombay Presidency and Sindh By W.a. Talbot. Ed. Bishen Singh Mahendra Pal Singh, Dehradun
- Raizada, MB; HO Saxena. 1978.  Flora of Mussoorie. Ed. International Book Distributors. iv + 645 pp.
- 1981. Supplement to Duthie's Flora of the Upper Gangetic Plain and of the adjacent Siwalik and sub-Himalayan tracts. Ed. Bishen Singh Mahendra Pal Singh. vii + 358 pp.
- Arora, RK; BM Wadhwa, MB Raizada 1981.  The Botany of South Kanara District. Ed. Oxford University Press, New Delhi
- 1981.  Orchids of Mussoorie. Ed. Bishen Singh Mahendra Pal Singh. ii + 100 pp.
- Bor, NL; MB Raizada. 1982. Some beautiful Indian Climbers and Shrubs. Ed. Bombay Nat. His. Soc.-Oxford Univ. Press

## Honores
En su honor se nombraron cuatro especies, entre ellas:
- (Orchidaceae) Coelogyne raizadae S.K.Jain & S.Das 1978
- (Poaceae) Dimeria raizadae V.J.Nair, Sreek. & N.C.Nair 1983

- La abreviatura «Raizada» se emplea para indicar a Mukat Behari Raizada como autoridad en la descripción y clasificación científica de los vegetales.[3]